# Leon Karasiński

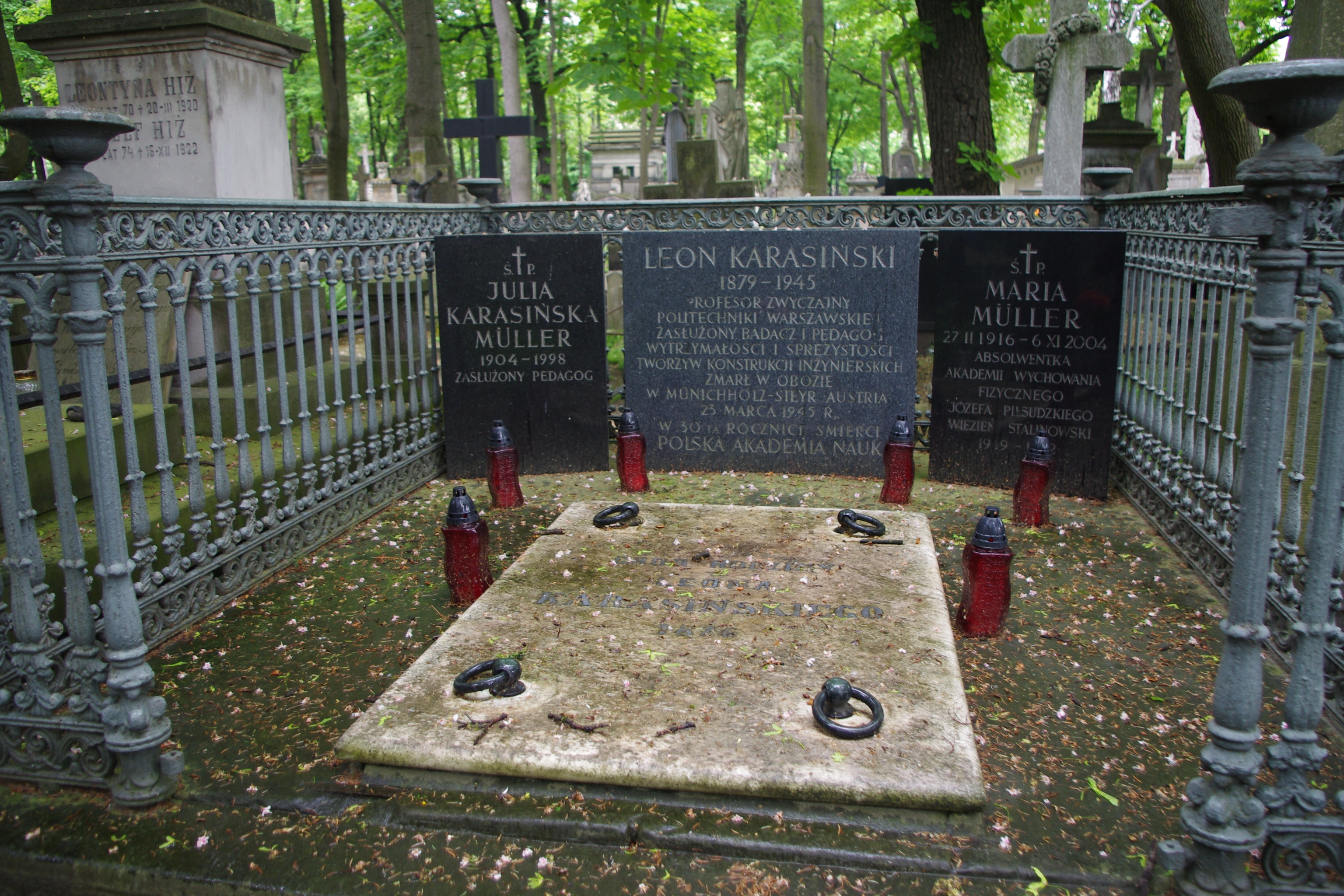
Symboliczny grób Leona Karasińskiego na Starych Powązkach w Warszawie

Leon Karasiński (ur. 29 sierpnia 1879 w Warszawie, zm. 23 marca 1945 w Steyr) – polski inżynier mechanik, profesor Politechniki Warszawskiej.

## Życiorys
Syn Leona. W 1900 uzyskał maturę w IV Gimnazjum w Warszawie (Gimnazjum Filologicznym Wojciecha Górskiego. W 1905 uzyskał stopień kandydata nauk matematycznych na Wydziale Fizyczno-Matematycznym Uniwersytetu Warszawskiego, zaś w 1907 – inżyniera mechanika na Wydziale Technicznym Uniwersytetu w Liège. W latach 1907–1912 pracował jako samodzielny konstruktor działu maszyn parowych, pomp i przyrządów cukrowniczych w biurze technicznym Fabryki Maszyn Parowych i Odlewni „Orthwein, Karasiński i Ska”, której współwłaścicielem był jego ojciec. Od 1912 do grudnia 1915 był kierownikiem działu silników parowych i urządzeń cukrowniczych w Zakładach Mechanicznych „Lilpop, Rau i Loewenstein”. Był wykładowcą przedmiotu silniki i turbiny parowe w ramach Kursów Wieczornych dla Techników (1909–1916), oraz silników parowych w ramach Kursu dla Inżynierów (1913) na Wydziale Technicznym Towarzystwa Kursów Naukowych w Warszawie. W latach 1914–1916 był także członkiem TKN. W latach 1911–1918 uczył także w Szkole Mechaniczno-Technicznej H. Wawelberga i S. Rotwanda,
Od 1915 był współorganizatorem Politechniki Warszawskiej, na której od 1916 wykładał – wytrzymałość tworzyw na wydziałach: Inżynierii Budowlanej oraz Budowy Maszyn i Elektrotechniki, a także matematykę na Wydziale Architektury 1 kwietnia 1919 otrzymał tytuł profesora nadzwyczajnego, 1 maja 1920 profesora zwyczajnego mechaniki technicznej na Wydziale Inżynierii Lądowej Politechniki Warszawskiej. Jako profesor Politechniki zorganizował międzywydziałowe Laboratorium Wytrzymałości Tworzyw. Oprócz badań nad wytrzymałością materiałów budowlanych i drogowych, zajmowało się ono również normalizacją polskich cementów oraz zastosowaniem technologii betonu do nawierzchni drogowych. Przeszedł w stan spoczynku 26 września 1933. W latach 1936–1939 wykładał na Wydziale Budowy Okrętów i Konstrukcji Stalowych w Państwowej Szkole Technicznej w Warszawie. Publikował artykuły fachowe m.in. w Przeglądzie Technicznym, Mechaniku, Inżynierze Kolejowym i Cemencie. Należał do Komisji Budowlanej i Podkomisji Cementowej przy Polskim Komitecie Normalizacyjnym w Warszawie. W ramach współpracy z Radą Cementową przy Związku Polskich Fabryk Portland-Cementu zainicjował normalizację piasku wzorcowego do prób wytrzymałościowych cementu i tworzyw wiążących.
W czasie okupacji hitlerowskiej napisał podręcznik z zakresu trygonometrii płaskiej i sferycznej, który zaginął w czasie powstania warszawskiego. Podczas powstania został aresztowany wraz z żoną i wywieziony do podobozu KL Mauthausen-Gusen w Steyr-Münichholz. Podczas pobytu w nim nadal zajmował się teorią odkształceń i naprężeń. Zginął na krótko przed jego wyzwoleniem. Symboliczny grób znajduje się na cmentarzu Powązkowskim w Warszawie (kwatera 13-3-16,17) (napis ufundowano w 30. rocznicę śmierci z inicjatywy Polskiej Akademii Nauk).

## Publikacje
- Wytrzymałość tworzyw (1919)
- Kurs silników parowych (1915)
- Podstawy teorii sprężystości (1921)